# Janzona
De molen Janzona is een windmolen aan de Grootschoterweg in de Nederlandse plaats Budel-Schoot (gemeente Cranendonck). Het is een achtkante houten beltmolen die als korenmolen is ingericht. De Janzona (afgeleid van "zoon van Janssen") is in 1937 gebouwd, ter vervanging van een in dat jaar afgebrande molen. Het achtkant was niet nieuw; het was afkomstig van de Peetersmolen in Venlo. De constructie van de achtkante bovenbouw vertoont Duitse kenmerken en heeft grote overeenkomst met onder andere de molen in Donsbrüggen (Duitsland). Bijzonder is ook de bedekking met het rode Icopal, die in die tijd wel vaker toegepast werd (veelal door Chris van Bussel uit Weert, die de bouw van deze molen begeleidde). Deze bedekking had het voordeel dat, in tegenstelling tot het normale asfaltpapier, het jaarlijkse teren overbodig was. Bijzonder is ook de achtkante stenen onderbouw met betonnen dak.
Het gevlucht is op de binnenroede uitgerust met het systeem Fauël met regelborden. In de molen bevindt zich 1 koppel 16der kunststenen.
De molen is particulier eigendom en maalde tot 1946 op professionele basis. In 1980 werd de Janzona gerestaureerd. Hij is op afspraak te bezoeken. 
Onderin/bij de molen bevindt zich een slijterij genaamd Moutmolen. In het voorjaar van 2024 wordt er achter de slijterij een destilleerderij gerealiseerd gericht op de productie van whisky. Het is de bedoeling dat de molen betrokken wordt in het productieproces door het schroten van mout.